# Gaflenz
Gaflenz là một đô thị thuộc huyện Steyr-Land thuộc bang Oberösterreich, Áo. Đô thị Gaflenz có diện tích 59 km², dân số thời điểm năm 2006 là 1834 người.
Tại đây có Nhà thờ St. Andreas xây năm 1494.